# Subhasish Roy Chowdhury
Subhasish Roy Chowdhury (* 27. září 1986, Kalkata, Indie), je indický fotbalový brankář, momentálně hráč klubu Atlético de Kolkata v Indian Super League.
S Mahindrou vyhrál v sezoně 2005/06 I-League (indickou ligu) a v roce 2008 Durand Cup (indický pohár). I-League vyhrál i v sezoně 2011/12, tentokrát s Dempo SC. S Kalkatou slavil 20. prosince 2014 historicky první titul v Indian Super League.
V A-mužstvu Indie debutoval v roce 2008.